# Луар (річка)
Луар (фр. Loir) — річка на заході Франції, ліва притока Сарта.
Довжина 311 км, площа басейну 7 925 км². Середня витрата води 30 м³/с. На річці розташовані міста Шатоден, Ільє-Комбре, Бонваль (департамент Ер і Луар), Вандом (Луар і Шер), Ла-Флеш, Люд (департамент Сарта).
Луар впадає в Сарт північніше Анже.